# Panzer General II
Panzer General II – komputerowa strategiczna gra turowa w realiach II wojny światowej, wyprodukowana przez amerykańskie studio Glen Summers i wydana w 1997 roku przez Strategic Simulations, Inc. Jest to kontynuacja gry Panzer General.
W Panzer General II gracz obejmuje kontrolę nad wojskami niemieckimi lub alianckimi, którymi kieruje w misjach wzorowanych na bitwach historycznych, a w przypadku sukcesów w kampanii może wziąć udział w hipotetycznych walkach. Zmiany w stosunku do poprzedniej części serii polegają na wprowadzeniu nowego dwuwymiarowego silnika graficznego z mapą dającą złudzenie trójwymiarowej. Wprowadzono też poprawki do zdolności ruchu jednostek i do systemu walki. Ponadto jednostki zyskały możliwość zdobycia specjalnych zdolności wskutek zwycięstw w potyczkach.
Panzer General II została entuzjastycznie przyjęta przez krytyków: chwalono oprawę graficzną, rozgrywkę i intuicyjną obsługę.